# DDR Liga
La DDR-Liga fue una competición de la antigua Alemania del Este que se mantuvo hasta la reunificación en 1990. Era la considerada segunda división del país por detrás de la DDR-Oberliga. Dependiendo del año había varias categorías o "Staffel".

## Palmarés

### 1950-1955
| Temporada | Staffel 1              | Staffel 2           |
| --------- | ---------------------- | ------------------- |
| 1950-51   | Anker Wismar           | Wismut Aue          |
| 1951-52   | Empor Lauter           | Motor Jena          |
| 1952-53   | Fortschritt Meerane    | Einheit Ost Leipzig |
| 1953-54   | Chemie Karl-Marx-Stadt | Vorwärts Berlin     |

### 1955-1971
| Temporada | Staffel 1   | Staffel 2              | Staffel 3    |
| --------- | ----------- | ---------------------- | ------------ |
| 1954-55   | Lok Stendal | Fortschritt Weißenfels | Motor Dessau |

| Temporada | DDR-Liga            |
| --------- | ------------------- |
| 1955      | Fortschritt Meerane |
| 1956      | Motor Jena          |
| 1957      | Dynamo Berlin       |
| 1958      | Chemie Zeitz        |
| 1959      | Chemie Halle        |
| 1960      | Turbine Erfurt      |
| 1961-62   | Dinamo Dresde       |

| Temporada | Staffel Nord           | Staffel Süd        |
| --------- | ---------------------- | ------------------ |
| 1962-63   | Lok Stendal            | Motor Steinach     |
| 1963-64   | SC Neubrandenburg      | Dinamo Dresde      |
| 1964-65   | Chemie Halle           | Turbine Erfurt     |
| 1965-66   | 1. FC Union Berlin     | Wismut Gera        |
| 1966-67   | 1. FC Magdeburg        | Rot-Weiß Erfurt    |
| 1967-68   | Dynamo Berlin          | Stahl Riesa        |
| 1968-69   | Stahl Eisenhüttenstadt | Dinamo Dresde      |
| 1969-70   | 1. FC Union Berlin     | 1. FC Lok Leipzig  |
| 1970-71   | Vorwärts Stralsund     | FC Karl-Marx-Stadt |

### 1971-1984
| Temporada | Staffel A                | Staffel B               | Staffel C              | Staffel D           | Staffel E             |
| --------- | ------------------------ | ----------------------- | ---------------------- | ------------------- | --------------------- |
| 1971-72   | TSG Wismar'              | Dynamo Berlin II        | Chemie Leipzig         | Motor Werdau        | Rot-Weiß Erfurt       |
| 1972-73   | Vorwärts Stralsund       | Dynamo Berlin II *      | Vorwärts Leipzig       | Dinamo Dresde II *  | Chemie Zeitz          |
| 1973-74   | Vorwärts Stralsund       | 1. FC Union Berlin      | Hallescher FC Chemie   | Chemie Böhlen       | Wismut Gera           |
| 1974-75   | Dynamo Schwerin          | 1. FC Union Berlin      | Chemie Leipzig         | Energie Cottbus     | Wismut Gera           |
| 1975-76   | Hansa Rostock            | 1. FC Union Berlin      | allescher FC Chemie II | Motor Werdau        | FC Carl Zeiss Jena II |
| 1976-77   | Vorwärts Stralsund       | Stahl Hennigsdorf       | Chemie Leipzig         | Chemie Böhlen       | Wismut Gera           |
| 1977-78   | Hansa Rostock            | Vorwärts Neubrandenburg | Chemie Leipzig         | Lok Dresden         | Stahl Riesa           |
| 1978-79   | TSG Bau Rostock          | Vorwärts Frankfurt      | Chemie Leipzig         | Energie Cottbus     | Motor Suhl            |
| 1979-80   | Hansa Rostock            | Dynamo Fürstenwalde     | Chemie Böhlen          | Energie Cottbus     | Wismut Gera           |
| 1980-81   | Schiffahrt/Hafen Rostock | 1. FC Union Berlin      | Chemie Schkopau        | Energie Cottbus     | Motor Suhl            |
| 1981-82   | Vorwärts Stralsund       | 1. FC Union Berlin      | Chemie Böhlen          | Stahl Riesa         | Motor Nordhausen      |
| 1982-83   | Schiffahrt/Hafen Rostock | Stahl Brandenburg       | Chemie Leipzig         | Stahl Riesa         | Wismut Gera           |
| 1983-84   | Vorwärts Neubrandenburg  | Stahl Brandenburg       | Vorwärts Dessau        | Sachsenring Zwickau | Motor Suhl            |

### 1984-1991
| Temporada | Staffel A              | Staffel B                 |
| --------- | ---------------------- | ------------------------- |
| 1984-85   | 1. FC Union Berlin     | Sachsenring Zwickau       |
| 1985-86   | Dynamo Berlin II *     | Fortschritt Bischofswerda |
| 1986-87   | Hansa Rostock          | Hallescher FC Chemie      |
| 1987-88   | Energie Cottbus        | Sachsenring Zwickau       |
| 1988-89   | Stahl Eisenhüttenstadt | Fortschritt Bischofswerda |
| 1989-90   | FC Vorwärts Frankfurt  | Chemie Böhlen             |
| 1990-91   | 1. FC Union Berlin     | FSV Zwickau               |

## Puesto final en la DDR-Liga desde 1985 a 1991

### DDR-Liga Staffel A
| DDR-Liga Staffel A           | 1985 | 1986 | 1987 | 1988 | 1989 | 1990 | 1991 |
| ---------------------------- | ---- | ---- | ---- | ---- | ---- | ---- | ---- |
| FC Hansa Rostock             | ♦    | ♦    | 1    | ♦    | ♦    | ♦    | ♦    |
| Energie Cottbus              | 3    | 2    | ♦    | 1    | ♦    | ♦    | ♦    |
| Stahl Eisenhüttenstadt       | 2    | 10   | 7    | 15   | 1    | ♦    | ♦    |
| Vorwärts Frankfurt/Oder      | ♦    | ♦    | ♦    | ♦    | 3    | 1    | ♦    |
| Fortschritt Bischofswerda    | B    | B    | ♦    | B    | B    | ♦    | 4    |
| 1. FC Union Berlin           | 1    | ♦    | ♦    | ♦    | ♦    | 2    | 1    |
| Chemie Leipzig               | ♦    | 3    | 10   | B    | B    | B    |      |
| Chemie Guben                 |      |      | 18   |      |      | 11   | 2    |
| Rotation Berlin              | 5    | 9    | 11   | 2    | 6    | 4    | 3    |
| Bergmann-Borsig Berlin       |      |      |      |      |      | 8    | 5    |
| Post Neubrandenburg          | 12   | 15   | 15   | 6    | 11   | 9    | 6    |
| Aktivist Schwarze Pumpe      | 9    | 11   | B    | 12   | 5    | 5    | 7    |
| Lok Altmark Stendal          |      |      |      | 16   | 18   |      | 8    |
| Stahl Hennigsdorf            |      |      |      |      | 15   | 14   | 9    |
| Aktivist Brieske-Senftenberg | 11   | 16   |      | 5    | 16   |      | 10   |
| KKW Greifswald               |      | 6    | 9    | 7    | 12   | 6    | 11   |
| Schiffahrt/Hafen Rostock     | 16   |      | 17   |      | 7    | 7    | 12   |
| Rot-Weiß Prenzlau            |      |      |      |      |      |      | 13   |
| Motor Eberswalde             |      |      |      |      |      |      | 14   |
| Dynamo Schwerin              | 14   | 13   | 12   | 8    | 9    | 13   | 15   |
| Motor Stralsund              |      |      |      |      |      | 10   | 16   |
| Vorwärts Dessau              | B    | 5    | 3    | B    | B    | B    | B    |
| Chemie Buna-Schkopau         | 13   | B    | B    | B    | B    | B    |      |
| Chemie Velten *              |      |      |      |      |      | 3    |      |
| Dynamo Fürstenwalde *        | 6    | 14   | 2    | 9    | 2    | 12   |      |
| Kabelwerk Oberspree Berlin   |      |      |      |      | 14   | 15   |      |
| Lok/Armaturen Prenzlau       |      | 12   | 13   | 17   |      | 16   |      |
| Motor Ludwigsfelde           |      |      | 14   | 4    | 13   | 17   |      |
| Motor Schönebeck             |      |      | B    | 13   | 10   | 18   |      |
| BFC Dynamo Berlin II *       | 8    | 1    | 5    | 3    | 4    |      |      |
| Vorwärts Stralsund *         | 7    | 4    | 4    | 10   | 8    |      |      |
| Aktivist Brieske-Senftenberg |      |      |      |      | 16   |      |      |
| Motor Babelsberg             | 3    | 8    | 8    | 11   | 17   |      |      |
| Vorwärts Frankfurt/Oder II * | 10   | 7    | 6    | 14   |      |      |      |
| FC Hansa Rostock II          |      |      |      | 18   |      |      |      |
| ISG Schwerin Süd             | 17   |      | 16   |      |      |      |      |
| Stahl Walzwerk Hettstedt     |      | 17   |      |      |      |      |      |
| TSG Bau Rostock              | 15   | 18   |      |      |      |      |      |
| Chemie Wolfen                | 18   |      |      |      |      |      |      |

### DDR-Liga Staffel B
| DDR-Liga Staffel B         | 1985 | 1986 | 1987 | 1988 | 1989 | 1990 | 1991 |
| -------------------------- | ---- | ---- | ---- | ---- | ---- | ---- | ---- |
| Chemie Halle               | 2    | 2    | 1    | ♦    | ♦    | ♦    | ♦    |
| FC Sachsen Leipzig *       |      |      |      |      |      |      | ♦    |
| Wismut Aue                 | ♦    | ♦    | ♦    | ♦    | ♦    | ♦    | 2    |
| Fortschritt Bischofswerda  | 5    | 1    | ♦    | 5    | 1    | ♦    | A    |
| Sachsenring Zwickau        | 1    | ♦    | 2    | 1    | ♦    | 4    | 1    |
| Stahl Riesa                | ♦    | ♦    | ♦    | ♦    | 11   | 3    | 11   |
| Chemie Leipzig *           | ♦    | A    | A    | 6    | 6    | 2    |      |
| Motor Suhl                 | ♦    | 14   | 11   | 10   | 3    | 9    | 12   |
| Chemie Böhlen *            | 4    | 3    | 3    | 13   | 7    | 1    |      |
| Aktivist Schwarze Pumpe    | A    | A    | 4    | A    | A    | A    | A    |
| Vorwärts Dessau            | 6    | A    | A    | 3    | 2    | 5    | 16   |
| Stahl Thale                |      |      |      | 2    | 14   | 6    | 3    |
| Motor Karl Marx Stadt      | 11   | 17   |      |      | 15   | 10   | 4    |
| Robotron Sömmerda          | 18   |      |      | 11   | 4    | 8    | 5    |
| Wismut Gera                | 9    | 12   | 8    | 9    | 5    | 11   | 6    |
| Chemie Markkleeberg        | 8    | 13   | 10   | 8    | 8    | 17   | 7    |
| TSG Meißen                 |      |      |      |      |      | 7    | 8    |
| Aktivist Borna             |      |      |      |      | 17   |      | 9    |
| Motor Weimar               |      | 9    | 13   | 14   | 13   | 12   | 10   |
| Motor Nordhausen           | 7    | 10   | 5    | 15   | 16   |      | 13   |
| Kali Werra Tiefenort       | 17   |      | 15   | 17   |      |      | 15   |
| Chemie Ilmenau             |      | 15   | 18   |      |      | 13   | 16   |
| Motor Schönebeck           |      |      | 6    | A    | A    | A    |      |
| Chemie Buna-Schkopau       | A    | 11   | 7    | 7    | 12   | 14   |      |
| Dynamo Eisleben            | 15   | 7    | 16   |      |      | 15   |      |
| Aufbau dkk Krumhermersdorf | 16   |      |      |      |      | 16   |      |
| Union Mühlhausen           |      |      |      |      |      | 18   |      |
| Dinamo Dresde II *         | 3    | 6    | 12   | 4    | 9    |      |      |
| Motor Grimma               | 14   | 4    | 9    | 12   | 18   |      |      |
| Fortschritt Weida          |      |      |      | 16   |      |      |      |
| FC Carl Zeiß Jena II       | 10   | 5    | 14   | 18   |      |      |      |
| Glückauf Sondershausen     | 13   | 8    | 17   |      |      |      |      |
| FC Rot-Weiß Erfurt II      | 12   | 16   |      |      |      |      |      |
| Wismut Aue II              |      | 18   |      |      |      |      |      |

1. ♦ significa que el club jugó ese año en la Oberliga.
2. A o B significa que jugaba en el otro Staffel.